# Supercoupe de France féminine de volley-ball 2016
Navigation
Paris 2015 Mulhouse 2017
La Supercoupe de France féminine de volley-ball 2016 est la 2e édition de la Supercoupe de France et se dispute le 15 octobre 2016 au Palatinu d'Ajaccio.
La rencontre oppose le Saint-Raphaël Var Volley-Ball, vainqueur du championnat de France 2015-2016, au Racing Club de Cannes, vainqueur de la Coupe de France 2015-2016.

## Format
La compétition se dispute sur un match simple de 3 sets gagnants (set de 25 points, 2 points d’écart, tie-break en 15 points).

## Diffuseur
La rencontre est diffusée sur la chaîne L'Équipe.

## Effectifs
Joueuses et entraîneurs présents.
| Saint-Raphaël Var                                       | Saint-Raphaël Var                                       | RC Cannes                                              | RC Cannes              |
| ------------------------------------------------------- | ------------------------------------------------------- | ------------------------------------------------------ | ---------------------- |
| 1                                                       | Michaela Abrhamova                                      | 1                                                      | Myriam Kloster         |
| 2                                                       | Martina Smidova                                         | 2                                                      | Olga Savenchuk         |
| 3                                                       | Amandine Giardino (L)                                   | 3                                                      | Lucille Gicquel        |
| 5                                                       | Ciara Michel                                            | 4                                                      | Mariana Aquino (pt)    |
| 6                                                       | Liesbet Vindevoghel                                     | 6                                                      | Déborah Ortschitt (L)  |
| 8                                                       | Romane Pelaprat (L)                                     | 7                                                      | Sanja Bursać           |
| 9                                                       | Irene Gomiero                                           | 10                                                     | Vedrana Jaksetić (en)  |
| 11                                                      | Sara Menghi                                             | 11                                                     | Tanja Grbić            |
| 12                                                      | Veronica Angeloni                                       | 15                                                     | Sara Hutinski          |
| 15                                                      | Anna Kajalina                                           | 16                                                     | Nadiia Kodola          |
| 18                                                      | Letizia Camera                                          | 17                                                     | Gergana Dimitrova (en) |
| Entraîneur : Giulio Bregoli Adjoint : Thierry Hyppolite | Entraîneur : Giulio Bregoli Adjoint : Thierry Hyppolite | 18                                                     | Kotoki Zayasu (L)      |
| Entraîneur : Giulio Bregoli Adjoint : Thierry Hyppolite | Entraîneur : Giulio Bregoli Adjoint : Thierry Hyppolite | Entraîneur : Laurent Tillie Adjoint : Mathieu Buravant |                        |

## Finale
La rencontre donne lieu à une réédition de la dernière finale de Ligue AF entre Saint-Raphaël et Cannes. Les Raphaëloises confirment leur domination en s'imposant une nouvelle fois face à Cannes. La réceptionneuse-attaquante et capitaine Irene Gomiero est désignée meilleure joueuse du match,.